# Campionati italiani di winter triathlon del 2003
I Campionati italiani di winter triathlon del 2003 (V edizione) sono stati organizzati dalla Federazione Italiana Triathlon e si sono tenuti a Bergamo in Lombardia, in data 9 febbraio 2003.
Tra gli uomini ha vinto Oswald Weisenhorn (Malles Triathlon), mentre la gara femminile è andata a Stefania Bonazzi (Progetto Vista).

## Risultati

### Élite uomini
| Pos. | Atleta            | Società sportiva       | Corsa   | Bici    | Sci di fondo | Totale  |
| ---- | ----------------- | ---------------------- | ------- | ------- | ------------ | ------- |
|      | Oswald Weisenhorn | Malles Triathlon       | 0:23:33 | 0:52:28 | 0:26:54      | 1:42:55 |
|      | Luca Bonazzi      | Triathlon Bergamo      | 0:23:10 | 0:54:40 | 0:27:19      | 1:45:09 |
|      | Daniel Antonioli  | Forze Armate Triathlon | 0:23:30 | 0:54:26 | 0:27:27      | 1:45:23 |
| 4    | Marzio Deho       | Triathlon Lecco        | 0:24:56 | 0:50:25 | 0:30:59      | 1:46:20 |
| 5    | Anton Steiner     | Malles Triathlon       | 0:23:49 | 0:54:19 | 0:28:44      | 1:46:52 |
| 6    | Walter Polla      | Triathlon Alto Adige   | 0:23:22 | 0:56:18 | 0:27:36      | 1:47:16 |
| 7    | Ennio De Bona     | Triteam                | 0:24:11 | 0:57:58 | 0:29:00      | 1:51:09 |
| 8    | Giuseppe Lamastra | DDS                    | 0:24:58 | 0:59:04 | 0:29:52      | 1:53:54 |
| 9    | Marco Abbà        | Tri Savoia             | 0:23:54 | 0:56:39 | 0:33:51      | 1:54:24 |
| 10   | Emanuele Marchi   | Bardolino              | 0:23:45 | 0:58:56 | 0:31:55      | 1:54:36 |
| 11   | Werner Uberbacher | Lc-Bozen               | 0:25:09 | 0:59:44 | 0:29:59      | 1:54:52 |
| 12   | Guido Ricca       | Triclub Cremona        | 0:25:47 | 1:01:09 | 0:31:12      | 1:58:08 |
| 13   | Marco Ranaldi     | Fri Team               | 0:25:35 | 1:06:53 | 0:30:05      | 2:02:33 |
| 14   | Giovanni Bonelli  | Athletic Team Lario    | 0:24:06 | 1:01:03 | 0:37:44      | 2:02:53 |
| 15   | Pietro Riva       | Triathlon Lecco        | 0:24:52 | 1:07:47 | 0:30:18      | 2:02:57 |
| 16   | Fabio Cordioli    | Fumane Triathlon       | 0:24:56 | 1:07:02 | 0:31:45      | 2:03:43 |
| 17   | Marco Tiripicchio | Hot Bike Triathlon     | 0:26:06 | 1:05:25 | 0:33:01      | 2:04:32 |
| 18   | Claudio Gervasoni | Triathlon Bergamo      | 0:27:28 | 1:03:38 | 0:33:28      | 2:04:34 |
| 19   | Simone Roatta     | Cuneo Triathlon        | 0:28:02 | 1:03:36 | 0:33:54      | 2:05:32 |
| 20   | Giorgio Paoli     | CUS Trento CTT         | 0:26:18 | 1:04:50 | 0:35:04      | 2:06:12 |

### Élite donne
| Pos. | Atleta               | Società sportiva         | Corsa   | Bici    | Sci di fondo | Totale  |
| ---- | -------------------- | ------------------------ | ------- | ------- | ------------ | ------- |
|      | Stefania Bonazzi     | Progetto Vista           | 0:27:30 | 1:05:41 | 0:36:59      | 2:10:10 |
|      | Silvia Giovanna      | Vco Triathlon            | 0:30:13 | 1:11:53 | 0:34:13      | 2:16:19 |
|      | Cristina Cominardi   | Uisp Brescia Ntd         | 0:31:36 | 1:14:54 | 0:38:58      | 2:25:28 |
| 4    | Luisa Casagrande     | Freetime Triathlon       | 0:31:30 | 1:13:14 | 0:42:47      | 2:27:31 |
| 5    | Silvia Alber         | Malles Triathlon         | 0:29:25 | 1:17:14 | 0:45:46      | 2:32:25 |
| 6    | Virna Stavla         | Padova Triathlon         | 0:31:02 | 1:23:47 | 0:39:06      | 2:33:55 |
| 7    | Arianna Pasquariello | Athletic Team Lario      | 0::0::0 | 0::0::0 | 2:48:53      | 2:48:53 |
| 8    | Claudia Vaccari      | Fri Team                 | 0:36:24 | 1:39:28 | 0:48:08      | 3:04:00 |
| 9    | Luisella Iabichella  | Road Runners Club Milano | 0:36:07 | 1:36:10 | 1:04:29      | 3:16:46 |
| 10   | Cristina Albieri     | Triathlon Lecco          | 0:41:10 | 1:57:01 | 0:50:15      | 3:28:26 |